# Dracilă
Dracilă (Berberis vulgaris) este un arbust spinos din familia Berberidaceae, înalt până la 3 m, cu flori galbene și cu fructe în formă de boabe roșii, cultivat adesea ca gard viu. Ramurile sunt muchiate, cenușiu galbui, cu spini plamat trifurcați, lungi de 1-2cm, uneori lipsesc. Frunzele sunt ovat eliptice, la varf rotunjite sau acute, scurt pețiolate, nervațiune reticulată.